# Jimmy Smith (jazzorganist)
James Oscar (Jimmy) Smith (Norristown, Pennsylvania, 8 december 1928 – Scottsdale, Arizona, 8 februari 2005) was een Amerikaans jazzorganist.
Als kind leerde hij zichzelf piano spelen. In 1951 maakte hij kennis met het Hammond orgel. Nadat hij Wild Bill Davis had gehoord, richtte hij zich vanaf 1954 helemaal op orgel. Smiths muziek was karakteristiek door veel percussie en snelle melodische improvisaties. Zijn stijl werd beïnvloed door zowel gospel als blues. Zijn eerste opnames maakte hij in 1956 voor het platenlabel Blue Note dat hij in 1963 verruilde voor het Verve-label.
Zijn favoriete instrument was de Hammond B3. Dit orgel, in combinatie met de Lesliebox, heeft een heel eigen geluid. Het is mede door Smith dat het elektronisch orgel als jazz- en blues-instrument veel populairder is geworden. Smith speelde vaak zelf ook de baspartijen van de muziek, hetzij op het onderste klavier, hetzij op de pedalen. Zodoende was er in zijn ensembles niet altijd een aparte bassist nodig. 
- Bibsys: 3001247
- Biblioteca Nacional de España: XX886018
- Bibliothèque nationale de France: cb138998695 (data)
- Gemeinsame Normdatei: 134524543
- International Standard Name Identifier: 0000 0000 3429 3818
- Library of Congress Control Number: n87137943
- MusicBrainz: 4f8a0d9b-5777-40da-b29a-e9753d5ae693
- Nationale Bibliotheek van Tsjechië: ola2002159257
- Nationale Bibliotheek van Israël: 987007332451105171
- Nationale Bibliotheek van Polen: a0000002655173
- Nederlandse Thesaurus van Auteursnamen: 071292977
- Istituto Centrale per il Catalogo Unico: LO1V174192
- SNAC: w66h5463
- Système universitaire de documentation: 084290102
- Union List of Artist Names: 500118029
- Virtual International Authority File: 70675920
- WorldCat: E39PBJvH7ygjrWjHTK44f9xqwC